# Villa rustica de la Cinciș-Cerna
Villa rustica este situată în apropierea localității Cinciș-Cerna din județul Hunedoara, în punctul numit la Popeasca. 

## Legături exerne
- Roman castra from Romania (includes villae rusticae) - Google Maps / Earth Arhivat în 5 decembrie 2012, la Archive.is